# Hélène Baillargeon
Hélène Marie Baillargeon (* 28. August 1916 in Saint-Martin-de-Beauce, Québec; † 25. September 1997 in Montreal) war eine kanadische Sängerin und Folkloristin.

## Leben
Baillargeon studierte Gesang von 1935 bis 1938 in Québec und von 1939 bis 1940 bei Franz Rupp in New York. Von 1940 bis 1941 war sie in Montreal Schülerin von Alfred La Liberté, der sie in die kanadische Volksmusik einführte. Am National Museum of Man in Ottawa arbeitete sie von 1950 bis 1955 mit Marius Barbeau. Als Sängerin und Moderatorin wirkte sie an vielen Fernseh- und Radioproduktionen der CBC mit, darunter Le réveil rural (1951–1955), Songs de chez nous (1952–1955), Cap aux sorciers mit Alan Mills (1955–1958) und Chez Hélène (1959–1973).
Sie war Teilnehmerin der internationalen Volksmusikkongresse 1959 in Rumänien, 1961 in Québec und 1962 in der Tschechoslowakei. 1962 gab sie Vive la Canadienne, eine Sammlung von 77 Volksliedern, heraus. Außerdem veröffentlichte sie mehrere LPs mit frankokanadischen Volksliedern. 1977 wurde sie Member des Order of Canada. Von 1974 bis 1984 war sie Richterin am Canadian citizenship court.

## Diskographie
- French Canadian Folk Songs 1 (1953)
- French Canadian Folk Songs 2 (1954)
- Christmas Carols of French Canada/Chants de Noël du Canada français (1956)
- Chantons un peu
- Songs of Chez Hélène